# Német flottatörvények

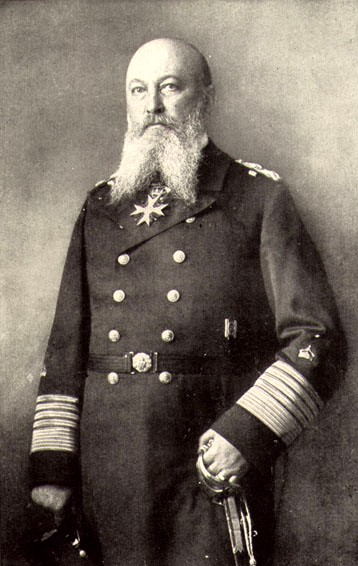
Alfred von Tirpitz tengernagy,
a flottatörvények kezdeményezője

A flottatörvények (németül: Flottengesetze) képezték a Német Császári Haditengerészet kiépítésének jogi alapját az első világháborút megelőzően. Többes számban azért kerül említésre, mivel az 1898-ban és 1900-ban a német birodalmi gyűlés (a Reichstag) által elfogadott törvényekre vonatkozott, melyek a német flottát érintették, továbbá értik alatta a három kiegészítését (módosítását) valamint az 1912-es újbóli kihirdetését is. 
A flottatörvények révén kívánták ütőképes erővé kiépíteni a Császári Haditengerészet fő erejét kitevő Nyílttengeri Flottát és ez vezetett az angol-német fegyverkezési versenyhez, amit az első világháború kirobbanásának okai között tartanak számon.

## Német igények és a stratégiai viták

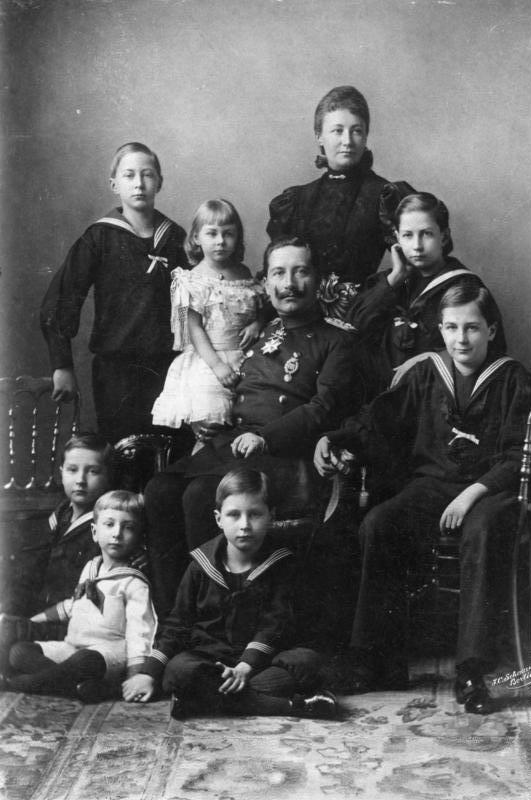
1896-ban készült fotó II. Vilmos császárról a családja társaságában – a fiai tengerész egyenruhában

II. Vilmos német császár régóta szeretett volna szert tennie egy olyan erős tengeri haderőre, mely lehetővé teszi Németország számára, hogy kivívja magának a „helyét a nap alatt”. Egy nagyméretű német flotta segíthette volna Németországot újabb gyarmati területek megszerzésében valamint az ország gazdasági és kereskedelmi érdekeinek érvényesítését a világ többi részén. Vilmos eltökélt volt abban, hogy Németországnak jelentős afrikai és csendes-óceáni gyarmatokat szerez. A militarista beállítottságából fakadóan igyekezett növelni a német hadsereg erejét, legfőképpen a tengeri haderőt igyekezett oly mértékben megerősíteni, hogy az akár a brit haditengerészettel szemben is megállja a helyét. 
Az önéletrajzában erről így írt:

„„Különleges szenvedéllyel viseltettem a haditengerészet iránt. Ez nem kis mértékben az ereimben csörgedező angol vérnek volt betudható. Mikor kisgyerek voltam … nagyon csodáltam a büszke brit hajókat. Megfogalmazódott bennem az akarat, hogy egy nap ezekhez hasonló hajókat építsek magamnak, és mikor felnövök, olyan kiváló haditengerészetem legyen, mint az angol.””

– II. Vilmos császár, My Early Life (önéletrajz angol kiadása)

Habár Vilmos szerette a haditengerészetet, eleinte bizonytalan volt afelől, hogy a német haditengerészet milyen jellegű lesz: egy olyan erő, melyet főként a cirkálókhoz hasonló kisebb hajók tesznek ki, avagy a csatahajókhoz hasonló nagyobb egységek. Eleinte a cirkálók felé hajlott, mivel ezek bárhova eljuthattak, és a képviselhették Németországot a világ bármely részén, míg a csatahajók nagyok és nehezek voltak, emiatt pedig a Balti- vagy az Északi-tengeren kellett maradniuk. A Birodalmi Haditengerészeti Hivatal (azaz: haditengerészeti minisztérium) államtitkára, Friedrich von Hollmann tengernagy is a cirkálókat preferálta, mivel olcsóbbak voltak és jobban beleillettek a német haditengerészeti stratégiába, ami a partvédelemre fektetett nagy hangsúlyt. Alfred von Tirpitz tengernagy, a csatahajók fő pártfogója viszont azzal érvelt, hogy mivel Németországnak nincs sok gyarmata és tengerentúli szenelő bázisa, a cirkáló hadviselésnek sincs értelme. Ehelyett érdemesebb egy nagy csatahajóflottát koncentrálni a legerősebb tengeri hatalomhoz, Nagy-Britanniához közel, mivel csak így lehet versenyre kelni vele és így szerezheti meg magának a világhatalmat. Tirpitz továbbá úgy vélte, hogy egy nagy csatahajókból álló flotta közvetve védelmezné a német gyarmatokat és a német kereskedelmet mindenütt a világon, még a korlátolt hatótávolságuk ellenére is. A csatahajóflottát preferáló tábor győzelme véglegessé vált, mikor Tirpitz váltotta Hollmannt az államtitkári pozícióban.
1897. június 15-én Tirpitz tengernagy egy memorandumot nyújtott be, ami megváltoztatta az európai történelmet. A dokumentumban úgy érvelt, hogy a legerősebb tengeri hatalom legyőzéséhez egy csatahajókból álló flottára van szükség. Ezt követően az érvelését megfordítva azt fogalmazta meg, ha csatahajókra van szükség, akkor Németország ellenfele a legerősebb tengeri hatalom kell legyen, azaz Nagy-Britannia. Tirpitz a terveit az általa megfogalmazott rizikóelméletre (Risikogedanke) alapozta, miszerint ha a német flotta még kisebb is a britnél, elég nagy kárt kell tudnia okozni a briteknek ahhoz, hogy veszélyeztesse a világtengerek brit dominanciáját. Az okozott károknak olyan nagyoknak kell lenniük, hogy egy másik hatalom, talán egy Németországgal szövetséges állam vagy egy másik, Nagy-Britanniával ellenséges állam fellépésével elpusztíthatja a maradékát. Tirpitz reményei szerint a Németországgal való ilyen költséges haditengerészeti konfrontáció elkerülése végett a brit diplomácia jóval engedékenyebb lesz a német gyarmati és gazdasági igényekkel szemben.
Tirpitz úgy vélte, hogy egy ilyen nagyléptékű hajóépítési program csak akkor valósítható meg, ha annak lépéseit törvényben rögzítik. Ebben a haditengerészetet meghatározott számú hajó legyártására köteleznék, biztosítva a flotta folyamatos kiépítését és ezzel elkerülnék azt, hogy a az egyes hajók megépítéséhez szükséges pénz előteremtéséhez a birodalmi gyűléssel külön-külön alkudozni kelljen. Ennek eredményeképpen több flottatörvény is született és ezek megrontották az angol-német kapcsolatokat.

## A flottatörvények

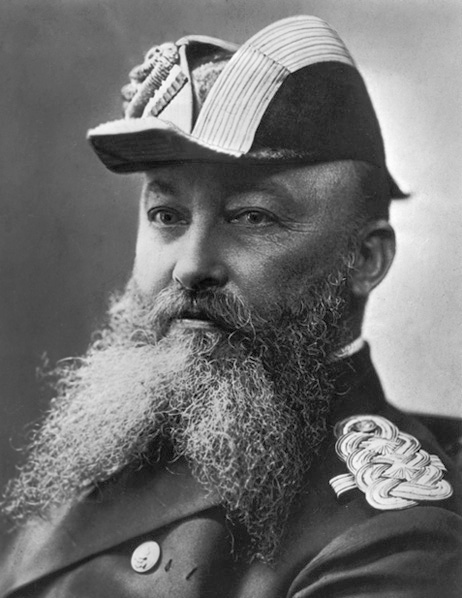
Alfred von Tirpitz

A 20. század fordulóján Nagy-Britannia igyekezett akkora flottát fenntartani, melynek ereje legalább akkora volt, mint az azt követő két haditengerészeté együttvéve (Two-Power Standard).  A már régóta meglévő, de hivatalosan meg nem fogalmazott elvet az 1889-es tengerészeti törvényben tették hivatalossá, de ekkor még a francia és az orosz haditengerészeteket tekintették a legvalószínűbb ellenfeleknek. A Tirpitz által szorgalmazott német flottatörvények azonban veszélyeztették a brit törvényben lefektetett sztenderdet.
Az első flottatörvényt 1897 végén terjesztették a Reichstag elé. Ebben meghatározták a flotta hajótípusok szerinti összetételét és az 1904-ig építendő számukat, rögzítve a megépítésük költségeit is. A következő három évben megépítendő csatahajók számát 16-ban rögzítették, amit a birodalmi gyűlés nem módosíthatott az évenkénti szavazásokon. A törvényt 1898. március 26-án fogadta el a Reichstag. A Konzervatív Párt és a Szociáldemokrata Párt ellene szavaztak, mivel ellenezték, hogy ilyen hatalmas összegeket fordítsanak a haditengerészetre. A flottafejlesztés célja nem volt egyből nyilvánvaló, mivel a benne foglalt hét csatahajó nem lett volna elegendő sem a brit, sem a francia haditengerészettel vívandó harchoz.
A britek számára a német flotta a második flottatörvény révén vált fenyegetővé. A második búr háború (1899–1902) alatt a németek a búrokkal szimpatizáltak, akiket velük rokon népnek tartottak. 1900 januárjában járőröző brit cirkálók megállítottak három német postahajót Afrika partjainál és átkutatták őket, mivel azt gyanították, hogy fegyvereket szállítanak a búroknak. Habár a britek azonnal elnézést kértek, a németek felháborodtak a britek eljárásán. Tirpitz tengernagy a közvélemény haragjából előnyt kovácsolt és benyújtott egy új törvényjavaslatot, amit a Reichstag csekély ellenkezéssel fogadott el az év június 14-én. Ez a törvény a flotta csatahajóinak számát megduplázva 19-ről 38-ra növelte. 1901 és 1917 között két zászlóshajót, négy nyolc egységből álló csatahajórajt és négy tartalékállományba kerülő csatahajót kellett megépíteni. Ez a törvény világossá tette, hogy a Császári Haditengerészet immár nem pusztán csak egy partvédelmi erő lesz, hanem ütőképes csatahajóflottával is fog rendelkezni és a fő riválisa a Brit Királyi Haditengerészet lesz. A német flotta a kiépítése során a világ második legnagyobb flottája lett a brit után.
A következő 12 évben a Reichstag a három újabb flottatörvényt (pontosabban a korábbi kiegészítéseit) szavazta meg, 1906-ban, 1908-ban és 1912-ben. Tirpitz minden esetben válsághelyzet idején rázta fel a német közvéleményt, hogy biztosítsa a törvény keresztülvitelét. Az 1906 júniusában elfogadott kiegészítés (harmadik flottatörvény) hat nagycirkáló megépítését tette lehetővé és kiváltó oka az algecirasi konferencia volt, ahol Németországnak nem sikerült megbontania az Entente cordiale-t. Az újabb kiegészítés (negyedik flottatörvény) a csatahajók lecserélésének idejét hozta előre 25 évről 20 évre és az a tapasztalat szülte, hogy VII. Eduárd Németország elszigetelésére törekszik. A harmadik kiegészítést (ötödik flottatörvényt) a Németország által kudarcként megélt 1911-es második marokkói válság váltotta ki. 1912 júniusában fogadták el és három további csatahajóval növelte a megépítendő csatahajók számát.

## A brit válasz
Az 1890-es évek folyamán Nagy-Britannia nagy számban bővítette csatahajóflottáját és sokkal jobban lekötötte a Franciaország és Oroszország jelentette veszély, mint Németország, mely országot inkább tekintett szövetségesének, mint ellenségének. A második flottatörvényben lefektetett nagyarányú bővítés azonban komoly aggodalmat keltett brit oldalon. A német haditengerészet fejlesztése veszélyeztette a tengerek brit ellenőrzését, amit nem csak a Brit Birodalom fenntartásának, de a Brit-szigetek biztonsága szempontjából létfontosságúnak ítéltek, mivel a tengeri erők óvták meg hosszú idő óta Nagy-Britanniát egy inváziótól. 1901. november 15-én Lord Selborne, az admiralitás első lordja így értesítette Lord Salisbury-t és a kabinet többi tagját:
|  | „„Németország haditengerészeti politikája határozott és állhatatos. A Császár eltökéntnek tűnik azt illetően, hogy Németország erejét a világon mindenütt fel kell használni a német kereskedelem, területszerzés és [politikai] érdekek keresztülviteléhez. Szükségszerűen a német haditengerészet erejét úgy kell növelni, hogy jóval előnyösebb helyzetben legyen a mienkéhez viszonyítva, mint ahogy a jelen állás szerint van. Ezen politika eredménye az lesz, hogy Németország kerül a vezető szerepbe, ha bármikor is háborúba kerülnénk Franciaországgal vagy Oroszországgal… A német haditengerészetet jól ismerő tengerésztisztek újabban egyetértenek abban, hogy az olyannyira jó, mint amennyire csak lehet.”” |
|  | |

A kabinet egyik 1902 októberében született memorandumában Selborne még jobban kifejtette a német haditengerészet jelentette fenyegetést Nagy-Britannia számára:
|  | „„Minél jobban vizsgáljuk a német flotta összetételét, annál inkább nyilvánvalóvá válik, hogy a brit flotta elleni konfliktus esetére készítik fel. Az nem lehetséges, hogy egy Franciaországgal és Oroszországgal vívandó háborúban való vezető szerepre készítsék fel. Egy ilyen háborút csak szárazföldön lehet döntésre vinni és a nagy haditengerészeti költekezések, melyre Németország vállalkozott, magával vonta a hadsereg önként vállalt gyengítését, amit Németország más esetben Franciaország és Oroszország viszonylatában erősített volna.”” |
|  | |

Ennek következményeképpen a britek hozzáláttak a külpolitikájuk és a haditengerészeti szervezetük átszervezésének, hogy azok a német fenyegetés jelentette kihívásnak feleljenek meg. Az 1902-től kezdetét vette az „angol-német flottaépítési verseny” azzal, hogy a brit admiralitás a „two-power standard” elvét támogatta, amit kiegészítettek azzal, hogy hattal több csatahajóval kell rendelkeznie a brit flottának, mint amennyivel a francia és orosz haditengerészetek együttesen rendelkeznek. A brit diplomácia ettől kezdve végleg szakított a fényes elszigeteltség (splendid isolation) politikájával azáltal, hogy 1902-ben szövetségre lépett Japánnal, majd két évvel később aláírta az entente cordiale-t sok évszázados ellenségével, Franciaországgal. Az 1907-ben megkötött angol-orosz szövetség révén a bekerítéstől tartó németek félelmei valósággá váltak.
John Fisher tengernagy első tengeri lordsága alatt, 1904 és 1910 között, a brit haditengerészet  forradalmi változáson esett át. 1902 ősze óta Fisher Németországot tekintette Nagy-Britannia fő tengeri ellenfelének, emiatt a flotta egységeit úgy osztotta szét, hogy a legnagyobb és legerősebb hajókat egy Németország elleni háború megvívásához felkészülve helyezte el. A Honi Flottát (Home Fleet) Csatorna Flottává (Channel Fleet) nevezte át, míg az eddig Gibraltárban állomásozó hasonló nevű flotta új neve Atlanti Flotta (Atlantic Fleet) lett. A Földközi-tengeri Flotta (Mediterranean Fleet) állományából négy, a Kínában állomásozóéból öt csatahajót vezényeltek át az új Csatorna Flotta kötelékébe, míg az Atlanti Flotta nyolc csatahajóját szükség szerint lehetett a Brit-szigetek felé avagy a Földközi-tengerre mozgatni.

## Az 1898-1912 közötti flottatörvények által meghatározott hajóállomány

### 1898-as flottatörvény
Törvényként elfogadva 1898. április 10-én.
Aktív szolgálatban tartandó hadihajók
- 1 flottazászlóshajó,
- 2 csatahajóraj, egyenként 8 csatahajóval felszerelve,
- 2 divízió, mindegyik 4 partvédő páncélossal felszerelve,
- 6 nagycirkáló és 16 kiscirkáló a honi flotta felderítőiként szolgálva,
- 3 nagycirkáló és 10 kiscirkáló külhoni szolgálatra.

Birodalmi tartalék
- 2 csatahajó,
- 3 nagycirkáló,
- 4 kiscirkáló.

Hajók lecserélésének tervezett időpontja
- Csatahajók és partvédelmi páncélosok 25 év után,
- Nagycirkálók 20 év után,
- Kiscirkálók 15 év után.

Összes  (Total) – 1903-ig megépítendő összes egység
- 19 csatahajó (12 meglévő, 7 megépítendő),
- 8 partvédő páncélos (8 meglévő),
- 12 nagycirkáló (10 meglévő, 2 megépítendő),
- 30 kiscirkáló (23 meglévő, 7 megépítendő).

### 1900-as flottatörvény
Törvényként elfogadva 1900. június 14-én.
Csatahajóflotta
- 2 flottazászlóshajó,
- 4 csatahajóraj, egyenként 8 csatahajóval felszerelve,
- 8 nagycirkáló,
- 24 kiscirkáló,

Külhoni Flotta
- 3 nagycirkáló,
- 10 kiscirkáló,

Tartalék
- 4 csatahajó,
- 3 nagycirkáló,
- 4 kiscirkáló.

Hajók lecserélésének tervezett időpontja
- Csatahajók esetében 25 év után,
- Cirkálók esetében 20 év után.

Total – 1920-ig megépítendő összes egység
- 38 csatahajó (11 további egység megépítendő),
- 14 nagycirkáló (2 további egység megépítendő),
- 38 kiscirkáló (8 további egység megépítendő),
- 96 torpedónaszád (romboló) – 16 divízió egyenként 6 egységgel.[27]

### 1906-os kiegészítés
Az 1906. május 19-én elfogadott törvénykiegészítés a második flottatörvényben foglaltakat a külhoni szolgálatot 5 további nagycirkálóval növelte, valamint egy újabbat jelölt ki tartalékak. Továbbá 48 újabb egységgel növelte a torpedónaszádok (rombolók) számát.

### 1908-as kiegészítés
Az 1908. március 27-én elfogadott törvénykiegészítés változatlanul hagyta a flotta előző kiegészítésében meghatározott számbeli összetételét, de a csatahajók szolgálatban tartásának idejét 20 évben határozta meg, amivel felgyorsította a régebbi egységek modern hadihajókkal való lecserélésének folyamatát és az új nagycirkálókat csatacirkáló típusúakként határozta meg.

### 1912-es kiegészítés
Törvényként elfogadva 1912. május 21-én.
Csatahajóflotta
- 1 flottazászlóshajó,
- 5 csatahajóraj (3 aktív, 2 tartalékban), egyenként 8 csatahajóval,
- 10 nagycirkáló (8 aktív, 2 tartalék),
- 30 kiscirkáló (18 aktív, 12 tartalék).

Külhoni szolgálatban
- 8 nagycirkáló,
- 10 könnyűcirkáló.

Flottillák
- 3 flottilla-vezérhajó,
- 108 torpedónaszád (romboló),
- 54 tengeralattjáró.

Tartalék
- 36 torpedónaszád (romboló),
- 18 tengeralattjáró,
- 1 flottilla-vezérhajó.

Total
- 41 csatahajó (3 további megépítendő előző kiegészítéshez képest),
- 18 nagycirkáló,
- 40 kiscirkáló (2 további építendő),
- 4 flottilla-vezérhajó,
- 144 torpedónaszád (romboló),
- 72 tengeralattjáró (12 év után lecserélendők).

## Fordítás
- Ez a szócikk részben vagy egészben  a   German Naval Laws című angol Wikipédia-szócikk fordításán alapul.  Az eredeti cikk szerkesztőit annak laptörténete sorolja fel. Ez a jelzés csupán a megfogalmazás eredetét és a szerzői jogokat jelzi, nem szolgál a cikkben szereplő információk forrásmegjelöléseként.
- Ez a szócikk részben vagy egészben  a   Flottengesetze című német Wikipédia-szócikk fordításán alapul.  Az eredeti cikk szerkesztőit annak laptörténete sorolja fel. Ez a jelzés csupán a megfogalmazás eredetét és a szerzői jogokat jelzi, nem szolgál a cikkben szereplő információk forrásmegjelöléseként.

## Lásd még
- Nyílttengeri Flotta
- Német Császári Haditengerészet

## Linkek

### A flottatörvények szövege
A német birodalmi gyűlés által elfogadott flottatörvények teljes szövege német nyelven (Wikisource):
- „Gesetz, betreffend die deutsche Flotte. Vom 10. April 1898”, Deutsches Reichsgesetzblatt, Band 1898, Nr. 15, 1898. április 16., 165-168. oldal
- „Gesetz, betreffend die deutsche Flotte. Vom 14. Juni 1900”, Deutsches Reichsgesetzblatt, Band 1900 Nr. 21, 1900. június 20., 255-259. oldal
- „Novelle zum Gesetze, betreffend die deutsche Flotte (vom 14. Juni 1900)”, Deutsches Reichsgesetzblatt, Band 1906 Nr. 34, 1906. június 14., 729. oldal

### Ajánlott olvasmány
- Rostás Róbert: Alfred von Tirpitz, egy sikeres ember?. [2021. január 16-i dátummal az eredetiből archiválva]. (Hozzáférés: 2021. január 14.)